# 球場前站 (高知縣)
球場前站（日语：／ Kyujomae eki */?）是位於高知縣安藝市櫻丘町，屬於土佐黑潮鐵道的後免·奈半利線車站。車站編號為GN28。車站位於安藝市區的最西端，以車站附近的安藝市營球場而命名，沿海方向向前走則是早於1974年停辦的土佐電氣鐵道安藝線安藝站所在地。
本站除因與JR四國聯營的觀光列車不停靠外，其他所有等級的列車皆會停靠。

## 車站構造
本站建於路堤上，座落於通往球場的十字路口旁。車站本身採用簡易車站模式，不設站房。月台與路面之間以工字鐵砌成的樓梯所連接。因路面和車站位置的限制，縱使本站的日均使用人數超過100，但並未如安藝站或安藝綜合醫院前站般加設升降機。
雖然車站範圍未建有站房，但是，在䁥稱為「安藝巨蛋」的多用途體育館前的公共停車場，近車站入口及停車場出入口一方則建有一座連體式的單層木建築物。靠向停車場出入口的一座，前方為設有三張候車長櫈、配有玻璃窗及木窗檔的開放式有蓋休息空間，後方為儲物室，旁邊另設有2排附上蓋的單車亭、一座投幣式電話亭及飲品販賣機；而另一座則為附設男、女及傷殘人士使用的獨立式洗手間。由於這組建築群及周邊設施又剛好座落於車站月台的對面，位置十分接近，也是其餘擁有站房的車站常見的配置，所以間接地這些建築物也擔當和滿足了簡易站房的功能。

### 月台配置

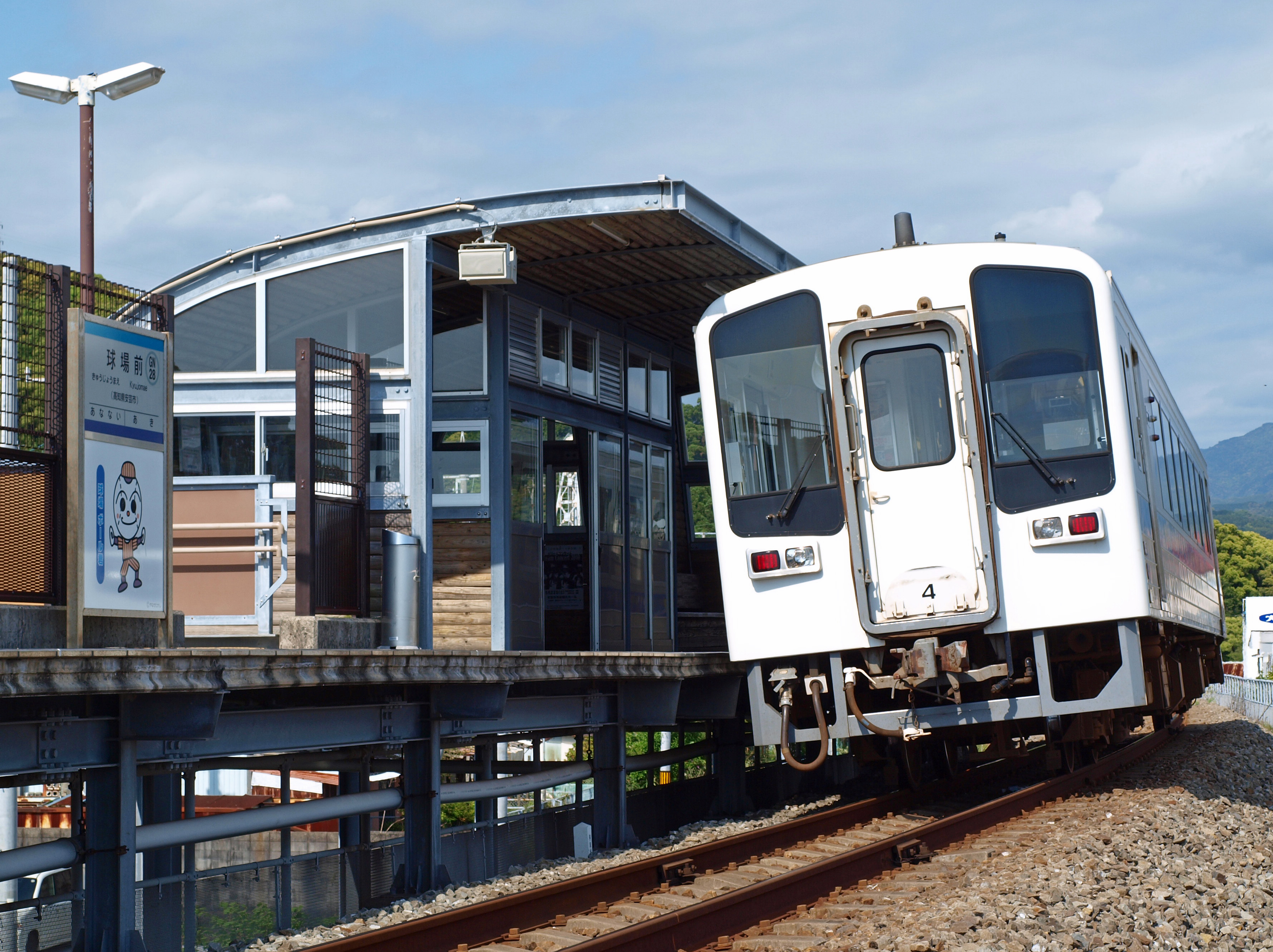
列車停靠在傾斜面上(2010年5月)

只設有一座側式月台，整個月台同樣以工字鐵及水泥板所搭成、建於路堤及架空於路基及其斜坡上。長度為約40米，有效長度為2輛，因位於單軌區域，列車不能在此交會。月台中央建有標準化的候車亭，包括半分設有趟門的候車室，以及半分開放式的有蓋候車亭。
列車靠站時，往安藝方向為左側上落；往後免方向為右側上落。
| 路線           | 上下行 | 方向                            |
| -------------- | ------ | ------------------------------- |
| ■後免·奈半利線 | 上行   | 安藝、奈半利方向                |
| ■後免·奈半利線 | 下行   | 後免、經■JR土讚線直通至高知方向 |

### 吉祥物
是一隻配有頭部為棒球的運動員，稱為「球場 野球君」。意念除了取自鄰近的棒球場外，也因為自1965年起，安藝市營球場也成為了阪神虎的季外集訓場地，因而令安藝市獲得「Tigers Town」（老虎城）的暱稱。吉祥物雖然並沒有配用了阪神虎的白黑配色，但是制服上依然保留了直線圖案，仍然令人回想到了阪神虎主場球衣的圖紋。
相關的塑像現時座落於兩座單車停泊場的中央。
此外，VAP於2003年發售了包含後免·奈半利線紀念歌曲的專輯。其中亦包含了關於此站的歌曲「Tobe Tobe Ball君」。

## 歷史
- 2002年7月1日：車站啟用[4][5]。

## 使用人數
當球場或多用途館舉行活動時，會有觀眾使用本站進出球場；而平日時間，車站東邊亦有經統合後成立的高知縣立安藝中學校・高等學校，則有通學乘客，最後，車站南端亦算為居民集中的區域，這都為車站提供了相對穩定的客源。不過，現時安藝市役所網頁及安藝市統計書均沒有列出車站的使用人數。
根據國土交通省「國土數值情報」，以下為1日平均上下車人次：
| 乘降人員推算 | 乘降人員推算     |
| 年度         | 1日平均 乘降人次 |
| ------------ | ---------------- |
| 2011         | 222              |
| 2012         | 215              |
| 2013         | 197              |
| 2014         | 195              |
| 2015         | 173              |
| 2016         | 152              |
| 2017         | 144              |
| 2018         | 142              |
| 2019         | 168              |
| 2020         | 156              |
| 2021         | 116              |
| 2022         | 113              |

## 原土佐電氣鐵道安藝站
1974年被廢線的土佐電氣鐵道安藝線，其總站「安藝站」與本站相距不遠，沿車站往南行大約180米，現時「樂鐘廣場」（カリヨン広場）即為原車站位置。原車站為木建單層建築物，廢線後一直保留至1995年時才拆去，並改成現時的樂鐘廣場。但廣場內部份原來車站構造、如少部份路基等仍然存在，其中新建的石屋代表原站房位置；而沿防波堤及安藝漁港的原有路軌段，則改為專屬單車徑的「高知縣道501號」及行車道。原來的站前廣場及巴士站位置，亦成為現時高知東部交通本社暨安藝營業所的所在地。

### 歷史
- 1929年4月1日：土佐電氣手結～安藝間動工。
- 1930年：

- 4月1日：手結～本站間 (14.1km) 開業，安藝線全線開通，稱為「安藝站」。
- 6月21日：與日本國鐵直通運轉開始。

- 1948年3月16日：全線電化申請獲批。10月1日開始動工。
- 1949年7月20日：手結～本站間電化開業。增設赤野變電所。
- 1955年10月31日：土佐電氣鐵道軌道線車輛可直通至本站
- 1974年4月1日：隨安藝線廢線而廢站[9]。

### 相鄰車站
土佐電氣鐵道
安藝線
穴內－安藝

## 相鄰車站
土佐黑潮鐵道
■後免·伊半利線
■快速A（本站～奈半利間為各站停車）
和食（GN31）－球場前（GN28）－安藝綜合醫院前（GN27-1）
■快速B（只限晨早下行單向）、■普通
穴內（GN29）－球場前（GN28）－安藝綜合醫院前（GN27-1）

## 外部連結
- 土佐黑潮鐵道球場前站
- GotoGotoWeb球場前站介紹 （页面存档备份，存于）（日語） - 後免·伊半利線活性化協議會